# Aunay-en-Bazois
 Aunay-en-Bazois es una comuna francesa situada en el departamento de Nièvre, en la región de Borgoña-Franco Condado.

## Demografía
| 574 | 503 | 424 | 379 | 315 | 292 | 226 |
| Para los censos de 1962 a 1999 la población legal corresponde a la población sin duplicidades (Fuente: INSEE [Consultar]) |     |     |     |     |     |     |